# Pablo Piatti
Pablo Daniel Piatti (La Carlota, provincia de Córdoba, Argentina; 31 de marzo de 1989) es un exfutbolista argentino que jugaba como delantero o mediocampista. Se retiró profesionalmente en Estudiantes de La Plata.

## Trayectoria

### Inicios en el fútbol argentino
Pablo Piatti se inició en el club Club Jorge Newbery M.S. y D. de Ucacha. Luego, en 2002 y 2003, con doce años de edad pasó por Jorge Ross de La Carlota.
En 2006 dio el salto al primer equipo de Estudiantes de La Plata, de la mano de Diego Simeone, siendo clave en la consecución del título de campeón del Torneo Apertura 2006 cuando anotó de cabeza el gol de la victoria como visitante ante Newell's Old Boys de Rosario, en tiempo de descuento.

### U. D. Almería
En la temporada 2008-09 fichó por la U. D. Almería, convirtiéndose en el fichaje más caro de la historia del club rojiblanco hasta ese momento, costando 7 millones de euros.
Rápidamente se convirtió en uno de los jugadores de referencia del conjunto indálico y en un jugador muy querido por la afición. Junto con Álvaro Negredo, Albert Crusat y Miguel Ángel Corona formó uno de los ataques más temibles de la zona media de la Primera División de España.
En las tres temporadas que defendió la camiseta del Almería, Piatti jugó 110 partidos, 88 de ellos como titular y marcó 23 goles.
Sus números con el conjunto almeriensista lo llevaron a debutar el 5 de junio de 2011 con la selección argentina en el amistoso en que Polonia venció a la albiceleste por 2 goles a 1.

### Valencia C. F.
Tras sus actuaciones, el 5 de julio de 2011 fichó por el Valencia C. F. por 5 temporadas, club que pagó al Almería 7,5 millones de euros, más 1,5 millones al Club Estudiantes de La Plata.
En sus primeros días como valencianista realizó una pretemporada en la que anotó tres goles. Sin embargo, no consiguió convencer a la grada de Mestalla ni a Unai Emery en la primera parte de la temporada. En enero todo pareció diferente, cuando se convirtió en el protagonista de la eliminatoria de cuartos de final de Copa del Rey frente al Levante U. D. con tres goles y una asistencia de gol. Sin embargo continuó actuando esporádicamente en los siguientes partidos. 
En la temporada 2012-13 el equipo valenciano arrancó con Mauricio Pellegrino en el banquillo, pero este fue destituido a los pocos meses. El nuevo entrenador, Ernesto Valverde, tomó las riendas del equipo y con él empezó a dar razones de su fichaje, pero poco a poco volvió a ver disminuido su protagonismo. 
Ya en la temporada 2013-14, el nuevo entrenador Miroslav Djukic decidió no contar con él y el club le empezó a buscar equipo. Tuvo ofertas importantes del Stade Rennes y del Metalist Járkov pero se negó a marcharse. Finalmente, se quedó en la plantilla valencianista pero el club le quitó el dorsal 11 para dárselo al delantero recién fichado Dorlan Pabón, y Pablo Piatti no tuvo más remedio que quedarse con el dorsal 2 que estaba libre. Sus primeros minutos de la temporada fueron en Europa League, donde consiguió marcar un doblete frente al Sankt Gallen. Tras sus notables actuaciones en dicha competición el técnico se atrevió a darle algunos minutos en La Liga. Todo cambió con la destitución de Djukic. El técnico interino Nico Estévez le dio la titularidad frente al Real Madrid y le respondió con un gol de cabeza. La siguiente jornada, ya con el nuevo técnico Juan Antonio Pizzi en el banquillo, volvió a ser titular ante el Levante U. D. y volvió a responder con otro gol. Cuando fue sustituido en la segunda parte, la afición le brindó una grandísima e histórica ovación por su esfuerzo. Cuatro días después jugó en la Copa del Rey ante el Atlético de Madrid, sin embargo, entró al campo en la segunda parte y revolucionó el partido. En el partido del Camp Nou anotó el segundo gol valencianista en una victoria por 2-3 frente al F. C. Barcelona, cosa que no ocurría desde hacía 11 años.
Recuperó por tanto su lugar en el equipo y la campaña 2014-15 volvió a lucir su dorsal 11 y fue el extremo izquierdo titular del nuevo equipo de Nuno Espírito Santo con el proyecto del millonario Peter Lim. En las tres primeras jornadas ya llevaba dos goles anotados. Fue uno de los fijos y más destacados durante una temporada en la que el Valencia C. F. logró la cuarta plaza. Terminó con 7 goles y 8 asistencias en 30 partidos. 
Le quedaba una sola temporada más de contrato y el club empezó a negociar su ampliación. El acuerdo estaba casi cerrado pero finalmente el técnico Nuno facilitó la ampliación de su contrato hasta 2019 con una ficha anual próxima a los 2 millones de euros.
En cambio la temporada 2015-16 todo cambió. El rendimiento del equipo no fue el mismo que el curso anterior y no supo compaginarlo con la Liga de Campeones. Participó en un total de 37 partidos pero con menos minutos que la temporada anterior. Anotó 2 goles pero mantuvo las 8 asistencias. Su rendimiento hizo que el técnico Pako Ayestaran y el director deportivo Jesús García Pitarch se plantearan su salida del equipo tras cinco temporadas, aunque se presentaba una tarea difícil ante el importante contrato que tenía firmado.

### R. C. D. Espanyol
El R. C. D. Espanyol se mostró interesado en su contratación y el 16 de julio de 2016 se firmaba su cesión al club barcelonés por 200 000 euros y con opción de compra de 1,3 millones. El club perico emprendía un ambicioso proyecto deportivo de la mano del empresario chino Chen Yansheng y con Quique Sánchez Flores como técnico.
En febrero de 2019, durante un partido de local frente al Rayo Vallecano, Piatti sufrió una lesión en el ligamento cruzado anterior y lateral interno de su rodilla derecha, por lo que estuvo fuera de las canchas durante algunos meses.
Al finalizar la temporada, el club ejerció la opción de compra sobre el jugador argentino.

### Toronto F. C.
El 7 de febrero de 2020 rescindió su contrato con el Espanyol y fichó por 1 año con el Toronto F. C. de la Major League Soccer. Sin embargo, se marchó al término de la temporada 2020 ya que no renovó su contrato.

### Elche C. F.
Tras su aventura norteamericana, el 6 de marzo de 2021 se hizo oficial su vuelta al fútbol español para jugar en el Elche C. F. por lo que restaba de temporada.
El 6 de enero de 2022 anotó su único gol en el club en la derrota por 2-1 ante el Almería C. F. en la Copa del Rey.

### Regreso a Estudiantes de La Plata
El 14 de junio de 2022 se anunció su retorno a Estudiantes de La Plata. Mientras se entrenaba para el debut, sufrió una ruptura de menisco interno y fue operado.
El 17 de julio de 2022, Piatti convirtió su primer gol en el regreso a la institución en la derrota ante Tigre en el estadio José Dellagiovanna en el Campeonato de Primera División 2022. El 20 de julio convirtió en el triunfo 3-1 ante Barracas Central en el Estadio UNO.
El 13 de diciembre de 2023 obtuvo con Estudiantes la Copa Argentina 2023, y el 5 de mayo de 2024, la Copa de la Liga Profesional 2024.
Luego de convertir 2 goles en la victoria contra Newell's Old Boys por 4-1, correspondiente a la fecha 9 de la Liga Profesional 2024,  anuncia que la misma sería su última temporada como jugador profesional.
El 21 de diciembre del mismo año se retiró del fútbol siendo campeón, con resultado de 3-0 frente a Vélez Sarsfield en la final del Trofeo de Campeones. Piatti ingresó desde el banco de suplentes en el minuto 71.

## Selección nacional
| Club                       | País      | Temporadas | PJ | Goles |
| -------------------------- | --------- | ---------- | -- | ----- |
| Selección argentina sub-20 | Argentina | 2007-2011  | 6  | 0     |
| Selección argentina        | Argentina | 2011       | 1  | 0     |

## Estadísticas
- Actualizado a fin de carrera.

| Club                              | Div.                | Temporada           | Liga  | Liga  | Liga   | Copas nacionales | Copas nacionales | Copas nacionales | Copas internacionales | Copas internacionales | Copas internacionales | Total | Total | Total  |
| Club                              | Div.                | Temporada           | Part. | Goles | Asist. | Part.            | Goles            | Asist.           | Part.                 | Goles                 | Asist.                | Part. | Goles | Asist. |
| --------------------------------- | ------------------- | ------------------- | ----- | ----- | ------ | ---------------- | ---------------- | ---------------- | --------------------- | --------------------- | --------------------- | ----- | ----- | ------ |
| Estudiantes de La Plata Argentina | 1.ª                 | 2006-07             | 17    | 5     | 0      | -                | -                | -                | 2                     | 0                     | 1                     | 19    | 5     | 1      |
| Estudiantes de La Plata Argentina | 1.ª                 | 2007-08             | 32    | 8     | 6      | -                | -                | -                | 8                     | 0                     | 1                     | 40    | 8     | 7      |
| Estudiantes de La Plata Argentina | 1.ª                 | 2022                | 16    | 2     | 0      | 1                | 0                | 0                | 3                     | 0                     | 0                     | 20    | 2     | 0      |
| Estudiantes de La Plata Argentina | 1.ª                 | 2023                | 8     | 0     | 2      | 2                | 0                | 1                | 1                     | 1                     | 0                     | 11    | 1     | 3      |
| Estudiantes de La Plata Argentina | 1.ª                 | 2024                | 18    | 2     | 1      | 12               | 1                | 3                | 5                     | 0                     | 0                     | 35    | 3     | 4      |
| Estudiantes de La Plata Argentina | Total club          | Total club          | 91    | 17    | 9      | 15               | 1                | 4                | 19                    | 1                     | 2                     | 125   | 19    | 15     |
| U. D. Almería · España            | 1.ª                 | 2008-09             | 31    | 5     | 2      | 2                | 1                | 0                | -                     | -                     | -                     | 33    | 6     | 2      |
| U. D. Almería · España            | 1.ª                 | 2009-10             | 35    | 7     | 4      | 1                | 0                | 0                | -                     | -                     | -                     | 36    | 7     | 4      |
| U. D. Almería · España            | 1.ª                 | 2010-11             | 35    | 8     | 4      | 6                | 2                | 1                | -                     | -                     | -                     | 41    | 10    | 5      |
| U. D. Almería · España            | Total club          | Total club          | 101   | 20    | 10     | 9                | 3                | 1                | -                     | -                     | -                     | 110   | 23    | 11     |
| Valencia C. F. · España           | 1.ª                 | 2011-12             | 30    | 2     | 2      | 7                | 3                | 3                | 10                    | 1                     | 0                     | 47    | 6     | 5      |
| Valencia C. F. · España           | 1.ª                 | 2012-13             | 14    | 1     | 4      | 3                | 0                | 0                | 2                     | 0                     | 0                     | 19    | 1     | 4      |
| Valencia C. F. · España           | 1.ª                 | 2013-14             | 17    | 5     | 3      | 3                | 0                | 0                | 9                     | 2                     | 2                     | 29    | 7     | 5      |
| Valencia C. F. · España           | 1.ª                 | 2014-15             | 28    | 7     | 7      | 2                | 0                | 1                | -                     | -                     | -                     | 30    | 7     | 8      |
| Valencia C. F. · España           | 1.ª                 | 2015-16             | 21    | 0     | 2      | 6                | 1                | 2                | 10                    | 1                     | 4                     | 37    | 2     | 8      |
| Valencia C. F. · España           | Total club          | Total club          | 110   | 15    | 18     | 21               | 4                | 6                | 31                    | 4                     | 6                     | 162   | 23    | 30     |
| R. C. D. Espanyol · España        | 1.ª                 | 2016-17             | 30    | 10    | 11     | 1                | 0                | 1                | -                     | -                     | -                     | 31    | 10    | 12     |
| R. C. D. Espanyol · España        | 1.ª                 | 2017-18             | 30    | 2     | 3      | 1                | 0                | 1                | -                     | -                     | -                     | 31    | 2     | 4      |
| R. C. D. Espanyol · España        | 1.ª                 | 2018-19             | 20    | 1     | 0      | 6                | 1                | 2                | -                     | -                     | -                     | 26    | 2     | 2      |
| R. C. D. Espanyol · España        | 1.ª                 | 2019-20             | 3     | 0     | 0      | 2                | 0                | 1                | 2                     | 0                     | 0                     | 7     | 0     | 1      |
| R. C. D. Espanyol · España        | Total club          | Total club          | 83    | 13    | 14     | 10               | 1                | 5                | 2                     | 0                     | 0                     | 95    | 14    | 19     |
| Toronto F. C. · Canadá            | 1.ª                 | 2020                | 18    | 4     | 3      | -                | -                | -                | 1                     | 0                     | 0                     | 19    | 4     | 3      |
| Toronto F. C. · Canadá            | Total club          | Total club          | 18    | 4     | 3      | -                | -                | -                | 1                     | 0                     | 0                     | 19    | 4     | 3      |
| Elche C. F. · España              | 1.ª                 | 2020-21             | 9     | 0     | 0      | -                | -                | -                | -                     | -                     | -                     | 9     | 0     | 0      |
| Elche C. F. · España              | 1.ª                 | 2021-22             | 10    | 0     | 0      | 3                | 1                | 0                | -                     | -                     | -                     | 13    | 1     | 0      |
| Elche C. F. · España              | Total club          | Total club          | 19    | 0     | 0      | 3                | 1                | 0                | -                     | -                     | -                     | 22    | 1     | 0      |
| Total en su carrera               | Total en su carrera | Total en su carrera | 422   | 69    | 54     | 58               | 10               | 16               | 53                    | 5                     | 8                     | 533   | 84    | 78     |

## Palmarés

### Campeonatos nacionales
| Título              | Club                    | País      | Año    |
| ------------------- | ----------------------- | --------- | ------ |
| Primera División    | Estudiantes de La Plata | Argentina | A-2006 |
| Copa Argentina      | Estudiantes de La Plata | Argentina | 2023   |
| Copa de la Liga     | Estudiantes de La Plata | Argentina | 2024   |
| Trofeo de Campeones | Estudiantes de La Plata | Argentina | 2024   |

### Campeonatos internacionales
| Título                        | Club                       | Sede   | Año  |
| ----------------------------- | -------------------------- | ------ | ---- |
| Copa Mundial de Fútbol Sub-20 | Selección argentina sub-20 | Canadá | 2007 |